# Helmut Heißenbüttel
Helmut Heißenbüttel (* 21. Juni 1921 in Rüstringen; † 19. September 1996 in Glückstadt) war ein deutscher Schriftsteller, Kritiker und Essayist.

## Leben
Helmut Heißenbüttel wuchs in Wilhelmshaven auf; mit seiner Familie zog er 1932 nach Papenburg. 1941 wurde er im Russlandfeldzug schwer verwundet, sein linker Arm musste amputiert werden. Heißenbüttel studierte in Dresden, Leipzig und Hamburg Architektur, Germanistik und Kunstgeschichte. Nach einer Tätigkeit als Lektor in Hamburg leitete er von 1959 bis 1981 die Redaktion „Radio-Essay“ beim Süddeutschen Rundfunk in Stuttgart. Von 1978 bis 1981 gab er mit Bernd Jentzsch die Literaturzeitschrift Hartmannstraße 14 heraus. Ab 1981 lebte er als freier Schriftsteller in Borsfleth. Er war unter anderem Mitglied der Gruppe 47, der Deutschen Akademie für Sprache und Dichtung in Darmstadt, der Freien Akademie der Künste in Hamburg und der Akademie der Künste in Berlin. Helmut Heißenbüttel starb 1996 nach längerer Krankheit in Glückstadt.

## Werk
Helmut Heißenbüttel unterscheidet zwischen erfundenem und vorgefundenem Material. Er plädiert für eine Literatur des Zitats. Nicht mehr die Phantasie, nicht mehr das Erschaffen fingierter Bezugsebenen steht für ihn im Vordergrund. Durch die historischen Entwicklungen des 20. Jahrhunderts hat sich, laut Heißenbüttel, das Verständnis vom menschlichen Subjekt grundlegend verändert. Das Individuum ist seiner Selbstständigkeit beraubt worden; kein personeller Kern existiert mehr im Menschen, der die komplexe Erfahrungswelt noch hierarchisch strukturieren könnte. Das Subjekt zerfällt demnach in eine Vielzahl von individuellen Kernen, die für Heißenbüttel vor allem sprachlicher Natur sind. Im Zentrum von Heißenbüttels Literatur (aber auch seinem umfangreichen kritischen und essayistischen Werk) steht die Beschaffenheit der Sprache. Der Autor überprüft zitierend die unterschiedlichsten Sprachmaterialien.

## Auszeichnungen
- 1956: Lessing-Preis der Freien und Hansestadt Hamburg (Stipendiat)
- 1960: Hugo-Jacobi-Preis
- 1962: Förderungspreis des Großen Kunstpreises des Landes Niedersachsen
- 1969: Georg-Büchner-Preis
- 1971: Hörspielpreis der Kriegsblinden
- 1978: Weinpreis für Literatur
- 1979: Bundesverdienstkreuz
- 1984: Literaturpreis der Stadt Köln
- 1990: Kunstpreis des Landes Schleswig-Holstein
- 1990: Österreichischer Staatspreis für europäische Literatur

## Werke

### Bücher
- Kombinationen. Bechtle, Esslingen 1954.
- Topographien. Esslingen 1956.
- Ohne weiteres bekannt. Kurzporträts. Eremiten-Presse, Stierstadt i. Taunus 1958.
- Textbuch 1. Walter, Olten/Freiburg i. Br. 1960.
- Textbuch 2. 1961.
- Textbuch 3. 1962.
- Textbuch 4. 1964.
- Textbuch 5. 3 × 13 mehr oder weniger Geschichten. 1965.
- Über Literatur. Walter, Olten 1966.
- Textbuch 6. Neue Abhandlungen über den menschlichen Verstand. Luchterhand, Neuwied-Berlin 1967.
- Das Textbuch. Leicht veränderte Gesamtausgabe der Textbücher. Walter + Luchterhand, Berlin 1970.
- Textbücher 1–6. Neue Gesamtausg. Klett-Cotta, Stuttgart 1980, ISBN 3-12-903450-1
- Projekt Nr. 1. D’Alemberts Ende. Luchterhand, Berlin 1970. (Ungekürzte Neuausgabe, Ullstein, Frankfurt am Main/Berlin/Wien 1981, ISBN 3-548-39025-0) (Neuausgabe, Klett-Cotta, Stuttgart 1988, ISBN 3-608-95609-3.
- Geiger. Hatje, Stuttgart 1972.
- Das Durchhauen des Kohlhaupts. Gelegenheitsgedichte und Klappentexte. Projekt Nr. 2. Luchterhand, Darmstadt/Neuwied 1973, ISBN 3-472-86381-1 (Neuausgabe Stuttgart 1989, ISBN 3-608-95689-1).
- Eichendorffs Untergang und andere Märchen. Klett-Cotta, Stuttgart 1978.
- Wenn Adolf Hitler den Krieg nicht gewonnen hätte. Historische Novellen und wahre Begebenheiten. Projekt 3/2. Stuttgart 1979, ISBN 3-12-903580-X.
- Das Ende der Alternative. Einfache Geschichten. Projekt 3/3. 1980, ISBN 3-12-903610-5.
- Die goldene Kuppel des Comes Arbogast oder Lichtenberg in Hamburg. Fast eine einfache Geschichte. Weihnachtsgabe des Klett-Cotta-Verl. Klett, Stuttgart 1979, ISBN 3-12-903600-8.
- Ödipuskomplex made in Germany. Gelegenheitsgedichte Totentage Landschaften 1965–80. Stuttgart 1981, ISBN 3-12-903590-7.
- Mehr ist dazu nicht zu sagen : neue Herbste. Mit 64 Improvisationen von Heinz Edelmann. Stuttgart 1983, ISBN 3-608-95164-4.
- Versuch über die Lautsonate von Kurt Schwitters. Akademie der Wissenschaften, Mainz 1983.
- Textbuch 8. 1981–85. Stuttgart 1985.
- Textbuch 9. 3x13x13 Sätze 1981-84. Stuttgart 1986.
- Textbuch 10. Von Liebeskunst. 1986. (and. Version m. Zeichnungen v. A. Sandig 1985), ISBN 3-921743-30-3.
- Textbuch 11. In gereinigter Sprache. 1987.
- „Neue Blicke durch die alten Löcher.“ Essays über Georg Christoph Lichtenberg. Wallstein, Göttingen 2007, ISBN 978-3-8353-0130-6.
- Über Benjamin. Suhrkamp, Frankfurt am Main 2008, ISBN 978-3-518-22430-4.
- Zur Lockerung der Perspektive. 5x13 Literaturkritiken. Ausgewählt und herausgegeben von Klaus Ramm. Wallstein, Göttingen 2013, ISBN 978-3-8353-1219-7.
- Jean Amérys gedenkend. Hg. u. mit einem Nachw. v. Thomas Combrink. Aisthesis, Bielefeld 2017, ISBN 978-3-8498-1201-0.
- Späte Schriften zur Literatur. 3 Bde. Peter Lang, Frankfurt am Main 2021.
  - Teil 1: Zur Literatur der Moderne und zur Literaturgeschichte. Hg. und mit einem Nachw. v. Hans-Edwin Friedrich. ISBN 978-3-631-81774-2.
  - Teil 2: Zur Lyrik und Experimentellen Literatur. Hg. und mit einem Nachw. v. Nikolas Buck. ISBN 978-3-631-81775-9.
  - Teil 3: Literaturtheorie, Hörspiel, Populärliteratur. Hg. und mit einem Nachw. v. Christoph Rauen. ISBN 978-3-631-81776-6.

- Anthologien:
  - Franz-Ottokar Mürbekapsels Glück und ein Ende. Erzählungen. Volk+Welt, Berlin 1983; Stuttgart 1985, ISBN 3-608-95305-1.
  - Den Blick öffnen auf das, was offen bleibt. Lesebuch. dtv, München 1986, ISBN 3-423-10579-8.
  - Das Sagbare sagen. Auswahl von Hubert Arbogast. Stuttgart 1998, ISBN 3-608-93428-6.

### Tonträger
- Begegnung mit Gedichten. Polyglotte, München o. J.
- 16 Texte. Edition S Press, Hattingen Blankenstein 1971.
- Max unmittelbar vor dem Einschlafen. Deutsche Grammophon/Luchterhand, Hamburg/Neuwied 1973.
- Texte und Gelegenheitsgedichte. Klett-Cotta, Stuttgart 1978.
- Texte und Gedichte. Klett-Cotta, Stuttgart 1988.

### Hörspiele
- Zwei oder drei Porträts. Mit Hanne Wieder, Christoph Quest, Rüdiger Bahr, Paul Hoffmann, Heinz Baumann, Hans Musäus, Michael Lenz, Hannelore Cremer, Imo Heite, Ilse Neubauer, Gert Heidenreich, Wolfgang Hess, Rosemarie Seehofer. Komposition: Amon Düül, Regie: Heinz Hostnig, Produktion: BR/NDR/SWF 1970.[2]
- Was sollen wir überhaupt senden? Mit Wolfgang Büttner (A, Ehemaliger Rundfunkintendant), Walter Hilsbecher (B, Hörspielkritiker), Jutta Villinger (C, Meinungsbefragerin), Rosemarie Fendel (D, Redakteur weiblich), Rudolf Jürgen Bartsch (E, Redakteur männlich). Regie: Otto Düben, Produktion: SDR/SFB 1970.
- Marlowes Ende. Mit Dieter Borsche (Ambrose Bierce), Franz Kutschera (Christopher Marlowe). Regie: Klaus Schöning. Produktion: WDR 1971.
- Warzen und alles. Mit Susanne Tremper, Friedhelm Ptok, Reinhard Bülow, Wolfgang Unterzaucher, Joachim Nottke. Regie: Ulrich Gerhardt. Produktion: WDR 1973.
- Mein Name ist Ludwig Wittgenstein oder Die Chimäre. Mit Maria Barring, Dieter Borsche, Ruth Hausmeister, Helmut Heißenbüttel, Franz Kutschera, Peter Lieck. Regie: Klaus Schöning,  Produktion: WDR 1975.
- Wenn Adolf Hitler den Krieg nicht gewonnen hätte. Mit Henning Schlüter. Regie: Ulrich Gerhardt. Produktion: BR Hörspiel und Medienkunst 1997.
- Zwei oder drei Porträts. Mit Sebastian Blomberg, Wiebke Puls, Udo Samel. Regie: Ulrich Lampen. Produktion: BR Hörspiel und Medienkunst 2016. Als Podcast/Download im BR Hörspiel Pool.[3]

Heißenbüttel veröffentlichte zahlreiche weitere Hörspiele.

### Beiträge
- Interpretation. In: Walter Jens (Hrsg.): Der barmherzige Samariter. Kreuz, Stuttgart 1973, ISBN 3-7831-0413-0, S. 29–38.